# Sarah Garner
Sarah Garner (Kaiserslautern, RFA, 21 de mayo de 1971) es una deportista estadounidense que compitió en remo.
Participó en los Juegos Olímpicos de Sídney 2000, obteniendo una medalla de bronce en la prueba de doble scull ligero. Ganó cuatro medallas en el Campeonato Mundial de Remo entre los años 1996 y 1999.

## Palmarés internacional
| Juegos Olímpicos   | Juegos Olímpicos         | Juegos Olímpicos  | Juegos Olímpicos        |
| Año                | Lugar                    | Medalla           | Prueba                  |
| ------------------ | ------------------------ | ----------------- | ----------------------- |
| 2000               | Sídney (Australia)       | Medalla de bronce | Doble scull ligero      |
| Campeonato Mundial |                          |                   |                         |
| Año                | Lugar                    | Medalla           | Prueba                  |
| 1996               | Motherwell (Reino Unido) | Medalla de bronce | Scull individual ligero |
| 1997               | Aiguebelette (Francia)   | Medalla de oro    | Scull individual ligero |
| 1998               | Colonia (Alemania)       | Medalla de oro    | Doble scull ligero      |
| 1999               | St. Catharines (Canadá)  | Medalla de plata  | Doble scull ligero      |